# 대한스쿼시연맹
대한스쿼시연맹(Korea Squash Federation)은 대한민국의 스쿼시 종목을 총괄하는 단체이다.
대한스쿼시연맹은 1989년 5월 한국 스쿼시볼 협회라는 명칭으로 처음 설립되었으며, 1992년 11월 현재와 같이 명칭을 변경했다. 1993년 1월 세계 스쿼시 연맹 회원국으로 가입했으며, 같은 해 6월 아시아 스쿼시 연맹 회원국으로도 가입했다. 2003년 2월 대한 체육회 정가맹 경기단체로 승인 받은 대한 스쿼시 연맹은 현재 전국 17개 시·도 지부와 전국 대학 스쿼시 연맹, 해외 지부(5개)를 두고 활성화 사업을 전개하고 있으며, 전국체육대회 정식 종목으로서 엘리트 체육의 중심적인 역할을 담당하고 있다.